# Phó Chủ tịch Đoàn Chủ tịch Nhà nước Campuchia
Phó Chủ tịch Đoàn Chủ tịch Nhà nước Campuchia (tiếng Khmer: អនុប្រធានគណៈប្រធានរដ្ឋនៃកម្ពុជា) là phó nguyên thủ quốc gia của Campuchia Dân chủ từ năm 1976 đến năm 1978.

## Danh sách phó chủ tịch
| Tên gọi  | Chức danh             | Nhiệm kỳ                            | Chủ tịch      |
| -------- | --------------------- | ----------------------------------- | ------------- |
| So Phim  | Phó Chủ tịch thứ nhất | Tháng 4 năm 1976 – Tháng 3 năm 1978 | Khieu Samphan |
| Nhim Ros | Phó Chủ tịch thứ hai  | Tháng 4 năm 1976 – Tháng 5 năm 1978 | Khieu Samphan |